# Don Sancho z Aragonii
Don Sancho z Aragonii (fr. Don Sanche) – komedia Pierre’a Corneille’a wystawiona w roku 1650 w luźny sposób osnuta wokół małżeństwa Sancha III Wielkiego.

## Data powstania utworu
W sezonie 1649/1650 po niepokojach wywołanych Frondą, nieczynne teatry znów podjęły swoją działalność. Po sukcesie Andromedy, Corneille wystawił z ogromnym powodzeniem komedię heroiczną Don Sancho z Aragonii. Z relacji autora wynika, że dopiero opinia wpływowej osobistości rozproszyła oklaski i wbrew werdyktowi Paryża oraz wszystkich innych dworzan skazała ją na granie na prowincji, gdzie zresztą przyjęto ją życzliwie. W postaci anonimowego przeciwnika poety uczeni domyślają się przywódcy Frondy Kondeusza.

## Osoby
| Osoba                  | Jej rola w dramacie                                             |
| ---------------------- | --------------------------------------------------------------- |
| Doña Izabela           | królowa Kastylii                                                |
| Doña Eleonora          | królowa Aragonii                                                |
| Doña Elwira            | księżniczka Aragonii                                            |
| Blanka                 | dama dworu królowej Kastylii                                    |
| Karlos                 | nieznany kawaler, który uważa się za Don Sancha, króla Aragonii |
| Dom Rajmund de Moncade | faworyt nieżyjącego króla Aragonii                              |
| Dom Lope de Gusman     | grand kastylijski                                               |
| Dom Manrique de Lare   | grand kastylijski                                               |
| Dom Alvar de Lune      | grand kastylijski                                               |

## Treść
Akcja dramatu rozgrywa się w Valladolid.

### Akt I
Doña Eleonora, królowa aragońska, przebywająca od dwudziestu lat na wygnaniu w Kastylii, ma nadzieję, że obecny bunt Aragończyków przywróci jej córce tron. Dlatego namawia Elwirę, by dla wzmocnienia swej pozycji poślubiła przychylnego jej don Alvara. Elwira nie jest pewna jak jej lud przyjmie obcego, poza tym jest zakochana w dzielnym Karlosie. Królowa kastylijska Izabela, po śmierci męża, zgodnie z wolą zgromadzenia stanowego, ma wybrać na męża jednego z trzech grandówː Dom Lopego, Dom Manrique lub Dom Alvara. Wszyscy trzej wielmoże obiecują całkowite posłuszeństwo wobec jej woli. Gdy nadchodzi Karlos i próbuje usiąść na wolnym miejscu obok nich, sprzeciwiają się temu z powodu jego nieokreślonego pochodzenia. Karlos powołuje się na swoje zasługi względem Kastylii i zmarłego królaː trzykrotne ocalenie sztandaru, które zdecydowało o zwycięstwie nad Maurami, ocalenie życia króla, wdarcie się na mury Sewilli i otwarcie jej bram wojskom kastylijskim. Królowa pragnąc zamknąć usta grandom wynosi Karlosa do godności markiza Santillany, księcia Pennafiel, i gubernatora Burgos. Dom Lope ostentacyjnie wychodzi. Rozdrażniona królowa czyni Karlosa sędzią w sprawie wyboru jej męża. Karlos oświadcza grandom, że o ich prawie do tronu zadecyduje zwycięski pojedynek z nim.

### Akt II
Królowa wyrzuca Karlosowi, że jej intencją nie było przegnanie konkurentów do jej ręki, ale wybór jednego z nich. Karlos wyznaje jej swą miłość. Izabela, jakkolwiek odwzajemnia ją, nie może narazić państwa na zamieszki wywołane jej ślubem z żołnierzem niewiadomego pochodzenia. Karlos ubolewa, że nie może ujawnić swego pochodzenia. Elwira wyrzuca Karlosowi złamanie słowa. Miał wyruszyć wraz z nią przeciw dom Garcii, a tymczasem wszczyna walkę z trzema grandami kastylijskimi. Karlos obiecuje wiernie służyć zarówno Izabeli jak i jej. Taka służba z podzielonym między dwie królowe sercem jest jednak zakochanej Elwirze nie w smak.

### Akt III
Elwira wyrzuca don Alvarowi, że przełożył ślub z aktualną królową Kastylii nad niepewną królową Aragonii i jako pierwszy zgłosił się do pojedynku z Karlosem. Don Alvar broni się nie chcąc stracić szansy na tron Aragonii. Izabela wyklucza go, z tej racji że kocha Elwirę, spośród konkurentów do swojej ręki. Od don Lopego i don Manrique'a, żąda przysięgi, ten kto zostanie jej mężem wyda swą siostrę za Karlosa, dając w ten sposób rękojmię zachowania poprawnych stosunków z jej głównym wodzem. Grandowie oświadczają, że to niemożliwe, obiecali sobie bowiem wzajemnie swe siostry za żony. Blanka zawiadamia królową, że podobno Sancho, brat Elwiry, nie zginął i przybywa na jej dwór. Izabela, która jest zazdrosna o miłość Karlosa do Elwiry, zaczyna się interesować nieznajomym.

### Akt IV
Don Manrique jest gotów uznać za męża królowej Izabeli Sancha aragońskiego. Królowa Eleonora ma jednak wątpliwości. Jej mąż po utracie tronu wywiózł małego Sancha w góry, gdzie chłopiec po roku zmarł. Umierając nakazał jej, by wraz z córką uciekły do Kastylii. Główny zaufany jej męża hrabia Raymond miał jej wprawdzie przekazać jakieś informacje, ale dostał się do więzienia. Karlos odrzuca insynuację jakoby mógł być don Sanchem. Zna swoich rodziców. Są to prości ludzie. Nie ulega również namowom grandów, by dla dobra Kastylii i Aragonii jedynie podał się za zaginionego syna królewskiego. Królowa Eleonora pod wrażeniem szlachetności młodzieńca zaczyna przypuszczać, że może on być jej synem. Karlos przyznaje się Izabeli do winyː zawsze kochał ją i Elwirę i nie potrafił pomiędzy nimi wybrać.

### Akt V
Elwira nie uznaje tak łatwo jak jej ukochany don Alvar, że Karlos jest jej bratem. Nie chce bez sprawdzenia wyrzec się swych praw do tronu. Eleonora informuje królową Izabelę, że wedle posiadanych przez nią wieści uzurpator don Garcia z synem zginęli. Hrabia Rajmund, który wyszedł z więzienia objął tymczasową władzę i twierdzi, że na dworze kastylijskim przebywa aragoński następca tronu a jej syn. don Sancho. Grandowie tymczasem konfrontują Karlosa z rybakiem, który okazuje się być jego ojcem i wtrącają starca do więzienia. Karlos zjawia się u królowej Izabeli z prośbą o uwolnienie ojca. Jego szlachetna obrona starca zjednuje mu szacunek grandów. Do Valladolid przybywa Rajmund, który oświadcza, że Karlos jest ukrytym przez zmarłego króla w Kastylii jego synem, don Sanchem. Królowa Eleonora otwiera pozostawioną jej przez męża szkatułkę. We wnętrzu znajduje list, w którym zmarły przeprasza swą żonę, że ją okłamał ze względów bezpieczeństwa na temat losów ich syna. W rzeczywistości przekazał go kobiecie kastylijskiej, która pod nieobecność męża urodziła martwe dziecko. Jej mąż, rybak Nuño, nigdy się nie dowiedział o zamianie. Karlos żeni się z Izabelą kastylijską, a rękę swej siostry oddaje don Alvarowi.

## Analiza
W swej aktualnej wymowie sztuka jest apoteozą kardynała Mazarina. Człowiek nieznanego pochodzenia, dzięki swej cnocie przewyższył grandów i zdobył miłość królowej, otoczonej możnymi i wpływowymi wasalami. Zwalczał z powodzeniem wrogów zewnętrznych i odpierał pretensje możnowładców. Nie bez powodu, Kondeusz, niechętny Mazariniemu, przeciwstawił się sztuce.
Karlos kocha królową Izabelę w skrytości serca, bez nadziei na zadośćuczynienie z jej strony. Jest świadomy, że ani królowa ani księżniczka Aragonu nie wyjdą za zwykłego rycerza, aby nie sprzeniewierzyć się własnej pozycji. Ich mękę osładza ofiara uczyniona z uczucia, przez co stają się one prekursorkami późniejszych bohaterek. Sztuka ostatecznie kończy się śzczęśliwie. Bohater tytułowy pomaga królowej kastylijskiej poskromić grandów, sam zaś wstępuje na tron połączonych królestw, nikt bowiem nie wątpi, że syn rybaka i najemny rycerz jest w istocie dziedzicem korony. Dodając podtytuł komedia heroiczna Corneille, jak się wydaje, szukał formy pośredniej pomiędzy dramatem wyższych sfer a dramatem mieszczańskim. Nowy gatunek zakładał podziw dla głównego bohatera, a nie litość czy trwogę jak w tragedii arystotelesowskiej.